# اندیس مرمریت ۳۴۸ ۴
مرمریت ۳۴۸۴ یک اندیس مصالح ساختمانی است که در حوالی شهر شیراز استان فارس قرار دارد و مادهٔ معدنی موجود در آن، مرمریت است. سنگ میزبان این اندیس سنگ آهک است و دیرینگی آن به دوران کرتاسه می‌رسد.